# Classe Amiral Charner
La classe Amiral Charner era costituita da incrociatori corazzati francesi di piccole dimensioni, con 4 unità costruite ancora nell'ottica della guerra contro il Regno Unito, come unità corsare. Essi derivavano dal  Dupuy de Lôme, il primo incrociatore corazzato francese, ma con una potenza motrice inferiore e caratteristiche in generale più modeste. Varo nel 1895-6.

## Unità
| Nome              | Impostazione   | Varo           | Entrata in servizio | Destino finale                                                                  |
| ----------------- | -------------- | -------------- | ------------------- | ------------------------------------------------------------------------------- |
| Amiral Charner    | giugno 1889    | 18 marzo 1893  | 1894                | affondato l'8 febbraio 1916 davanti Beirut dal sommergibile austroungarico U-36 |
| Bruix             | settembre 1890 | 2 agosto 1894  | 5 dicembre 1896     | radiato per obsolescenza il 21 giugno 1920                                      |
| Chanzy            | 1890           | gennaio 1894   | dicembre 1894       | demolito il 30 maggio 1907 dopo aver riportato gravi danni in un incagliamento  |
| Latouche-Tréville | ?              | 8 ottobre 1892 | 6 maggio 1895       | radiato per obsolescenza il 26 giugno 1920, demolito nel 1926                   |